# 遺伝子導入
遺伝子導入（いでんしどうにゅう、transgenesis）は、外来遺伝子を生物に導入する過程を指し、外来遺伝子の導入によって、その生物の形質が変わり、新たな能力を獲得する場合がある。
細菌、酵母や植物細胞への遺伝子導入は形質転換（transformation）、動物細胞への遺伝子導入はトランスフェクション（transfection）、ファージやウイルスを用いた遺伝子導入は形質導入（transduction）と一般的に呼ばれる。

## 遺伝子導入の手段
遺伝子導入を促進する生物学的、化学的または物理的手法があり、細胞株、初代培養系、動物、植物や細菌への遺伝子導入に利用されている。生物学的手法にはウイルスを用いた方法が広く行われている。化学的方法にはリポフェクション法やポリマーやペプチドを使用する方法等がある。物理的手法には電気穿孔法やパーティクル・ガン法や超音波を使用する方法（sonoporation）等がある。また細菌の場合、塩化カルシウム存在下でコンピテントセル化した菌にヒートショックで DNA を形質転換する方法が広く行われている。

## 遺伝子導入の方法
遺伝子導入が一過的なものかゲノム内に組み込む安定的なものかの方法の違いがあり、トランスポゾンを用いてゲノムに挿入する方法やリコンビナーゼを用いて特定のゲノムの位置に挿入する方法がある。

## 遺伝子導入の応用
遺伝子導入は遺伝子工学の基礎となる技術である。この技術は遺伝子組み換え作物や遺伝子治療等に応用されている。また遺伝子導入はゲノム解析、遺伝子破壊や遺伝子ノックダウン技術の基礎になっており、iPS 細胞作成に必要な基礎技術である。